# إبراهام بومان
إبراهام بومان هو سياسي أمريكي، ولد في 16 أكتوبر 1749 في Strasburg, Virginia ‏ في الولايات المتحدة، وتوفي في 9 نوفمبر 1837 في ليكسينغتون في الولايات المتحدة. انتخب عضو مجلس نواب كنتاكي ‏.